# フィリップ・ティス

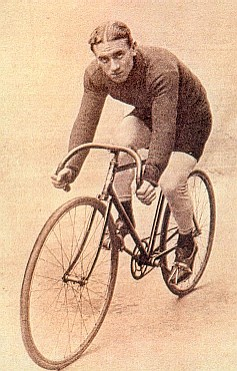
フィリップ・ティス

フィリップ・ティス（Philippe Thys, 1890年10月8日 - 1971年1月16日）は、ベルギー・ブリュッセル出身の自転車競技選手。ツール・ド・フランス（以下、ツール）史上初の3回目の総合優勝を果たした。

## 経歴
1910年にベルギー国内選手権・シクロクロスを優勝。1913年のツールでは、第9ステージでトップに立ち、最終的には2位のギュスタヴ・ガリグーに8分37秒の差をつけた。
翌1914年のツールでは、第14ステージにおいて規則違反のホイールを使用していたことから、30分のペナルティが課せられ、しかも終盤の第10、12ステージを制した総合2位のアンリ・ペリシエとの差が一気に1分50秒差にまで縮まった。しかし、最終15ステージでは、区間優勝のペリシエと同タイムでゴールしたため1分50秒差を堅持し、同大会史上2人目の連覇を達成した。しかし同年に第一次世界大戦が勃発したため、ツールは翌1915年より中止を余儀なくされることになった。
戦うことなく史上初のツール3連覇の夢を絶たれたティスはその後、一旦は現役を引退した。しかし当時所属していたプジョーの監督・アルフォンス・ボジェから強い復帰要請を受け、第一次世界大戦中である1917年に現役に復帰。その年にジロ・ディ・ロンバルディアとパリ〜ツールを制覇。翌1818年にはパリ〜ツールを連覇した。
そして1919年よりツールは再開され、ティスも参加したが、第1ステージにて棄権。しかし1920年のツールでは第2ステージよりマイヨ・ジョーヌを手にし、最終的には総合2位のエクトール・ウースガンに57分21秒の差をつける圧勝を演じ、史上初の3回目の総合優勝を成し遂げた。1927年に現役を引退。